# José de Córdoba y Rojas
José de Córdoba y Rojas (San Fernando, 6 de abril de 1774-Potosí, 15 de diciembre de 1810) fue un militar y marino realista español, que murió fusilado por oponerse a la Revolución de Mayo del Virreinato del Río de la Plata.

## Orígenes y trayectoria en Europa
José de Córdoba y Rojas provenía de una antigua familia de la nobleza, dedicados por tradición a la marina de guerra; su padre, José de Córdova y Ramos, mandaba la escuadra española derrotada por los ingleses en 1797 en la batalla del Cabo de San Vicente, hecho por el cual fue posteriormente degradado. Era nieto por parte de madre de José Pedro de Rojas y Recaño de la Torre, primer conde de Casa Rojas, teniente general de la Armada, y sobrino de Nicolás de Rojas de Rojas y Espinosa-Blanqueto, capitán de navío, regidor perpetuo de la ciudad de Cádiz y segundo conde de Casa Rojas.
Estudió en la academia naval de Cádiz, y a los dieciséis años era alférez de fragata. Participó en expediciones navales hacia las costas italianas contra las fuerzas francesas, y posteriormente contra la marina británica. Participó en la toma de Tolón, la defensa de Cádiz, y finalmente se unió a la escuadra española incorporada a la francesa en los últimos años del siglo XVIII.

## Arribo al Virreinato del Río de la Plata
Llegó al Virreinato del Río de la Plata en 1801 con el grado de capitán de fragata, destinado al apostadero naval de Montevideo. Durante las Invasiones Inglesas participó en la Reconquista de Buenos Aires, y en 1807 en la Defensa contra el segundo intento. Fue ascendido por su comportamiento en esta última acción.
En 1809 se incorporó al ejército con el grado de mayor general, a las órdenes del brigadier Vicente Nieto; este había llegado a Buenos Aires con Baltasar Hidalgo de Cisneros, el nuevo virrey sustituto de Santiago de Liniers y que luego fue depuesto por la Junta de Buenos Aires. En Buenos Aires se le tildó de mal funcionario y oficial, corrupto y deshonesto.

## Represión de la Revolución de Chuquisaca

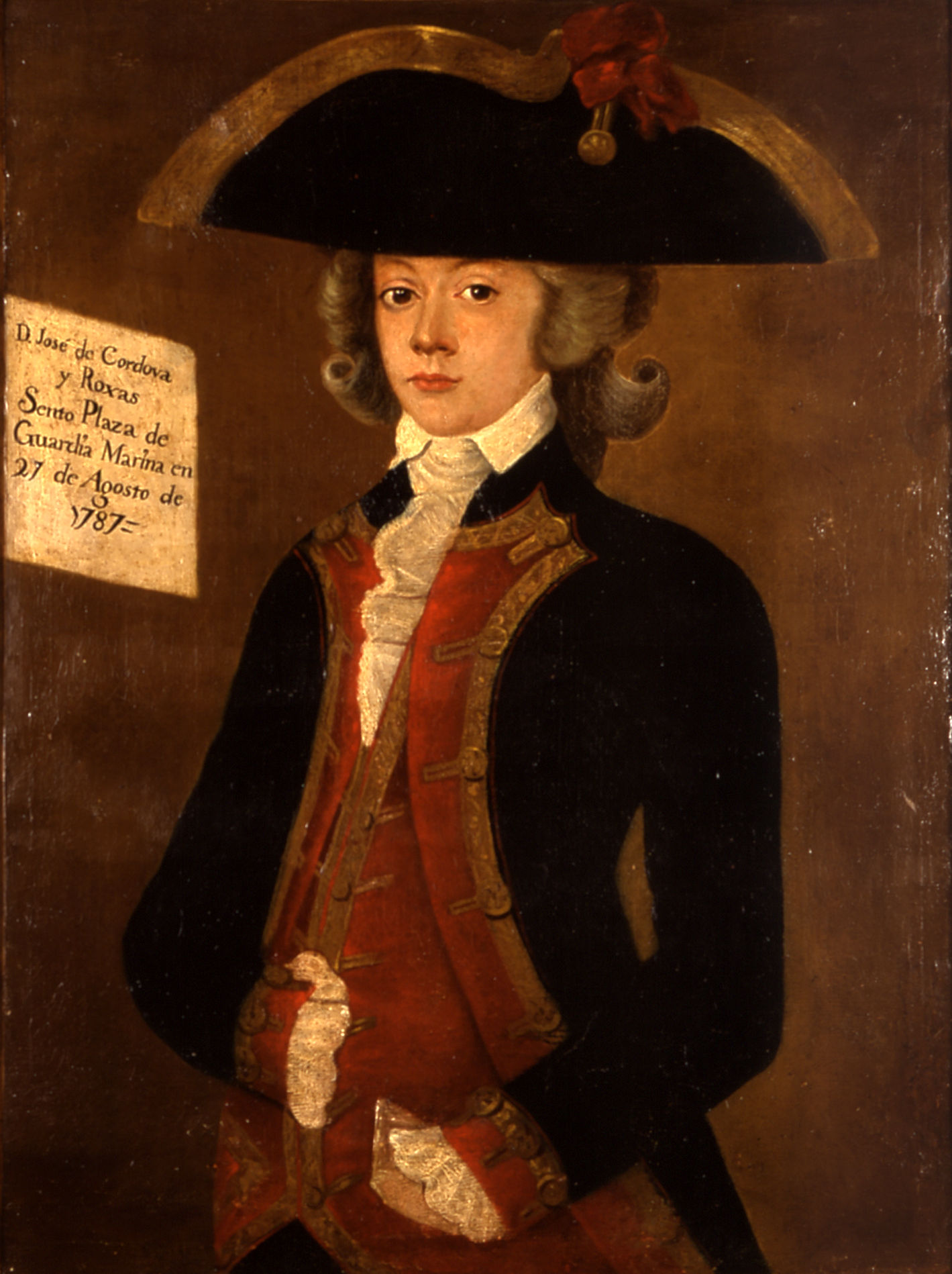
José de Córdova y Rojas como guardiamarina, por Alejo Vera (Museo Naval de Madrid).

A principios de junio de ese año, al tenerse noticias de la revolución de Chuquisaca, el virrey envió a reprimirla al brigadier Nieto. Este se puso de inmediato en camino, con importantes fuerzas militares comandadas por Córdoba, e incorporó otras en Salta. A órdenes de Córdoba, estas fuerzas reprimieron la revolución, que ya se había extendido a Cochabamba y La Paz. En esta última ciudad, la rebelión fue aplastada por el general José Manuel de Goyeneche, enviado por el virrey del Perú, José Fernando de Abascal, que por otra parte no tenía atribuciones para hacerlo. El virrey estaba alarmado frente a una revolución que se extendía aparentemente imparable, no solo en el Alto Perú, sino también por Quito y otras regiones, y amenazaba con extenderse al Río de la Plata, Nueva España, Nueva Granada, Costa Firme y Chile.
Nieto se puso a las órdenes de  virrey del Perú, que lo confirmó en el gobierno como gobernador de Charcas con plenos poderes, que incluían la presidencia de la Real Audiencia. Organizó la defensa de Charcas nombrando a Córdoba segundo comandante del "Ejército Pacificador de Charcas", con el grado de coronel.
La represión de Nieto y Córdoba se distinguió por el dictado de muchas penas de prisión, aunque no resultó en ejecuciones. En cambio, la simultánea campaña de Goyeneche a La Paz fue ahogada en sangre: atacó la ciudad, causando centenares de muertos, y dictó decenas de penas de muerte. Estas noticias llegaron tergiversadas a Buenos Aires, donde se supo que Nieto y Córdoba habían ido a derrotar las revoluciones, y que se habían dictado muchas penas de muerte.

## Combate de Cotagaita
Producido el movimiento juntista en Buenos Aires con la creación de la Junta Provisional Gubernativa de las Provincias del Río de la Plata, el 25 de mayo de 1810, ésta inmediatamente envió al Ejército Auxiliar del Perú a fin de terminar con la contrarrevolución realista de la provincia de Córdoba que culminó con la ejecución de Santiago de Liniers continuó su avance para auxiliar a las provincias del Alto Perú. 
El capitán de fragata Córdoba retrocedió estratégicamente de Tupiza y se fortificó en Santiago de Cotagaita para frenar el avance de la vanguardia del Ejército Auxiliar del Perú al mando de Antonio González Balcarce. Este atacó la posición con solo dos cañones y tras algunas horas de intercambios de disparos decidió retirarse. Esta acción, técnicamente un "falso ataque", es conocida como el Combate de Cotagaita que tuvo, para ambos contendientes, mucho consumo de municiones y pocas bajas.

## Batalla de Suipacha
Córdoba tardó algunos días en salir en la búsqueda del ejército revolucionario hasta Tupiza, tiempo que aprovechó Balcarce para recibir al grueso de sus tropas, que contaban también con artillería.
El 7 de noviembre, Balcarce atacó a las fuerzas de Córdoba en la batalla de Suipacha; como Córdoba no se decidiera a atacarlo, simuló una retirada y emboscó a sus enemigos, derrotándolos por completo. Esta fue la primera victoria de los ejércitos de las Provincias del Río de la Plata sobre los ejércitos realistas españoles.

## Su fusilamiento
Córdoba huyó hacia el norte, pero fue capturado a los pocos días. Consultado por Balcarce y Juan José Castelli, el representante de la Primera Junta, sobre la situación en el Alto Perú, admitió que todo el territorio quedaba abierto al avance revolucionario. No obstante, había una fuerza militar considerable estacionada en Oruro al mando de Juan Ramírez Orozco; ésta demostró su incapacidad para oponer resistencia a la revolución al ser derrotada el 14 de noviembre en la batalla de Aroma, viéndose obligada a retirarse hacia el Perú.
El ejército dirigido por Balcarce y Castelli ya traía consigo la sentencia de muerte firmada por la Primera Junta. Ésta incluía a Nieto, el gobernador potosino Francisco de Paula Sanz y al general José Manuel de Goyeneche pero Castelli la hizo extensiva a Córdoba. Córdoba fue conducido hasta Potosí y, siguiendo la misma suerte que anteriormente había sufrido Santiago de Liniers, fue ejecutado el día 15 de diciembre junto con Vicente Nieto y Francisco de Paula Sanz.
Goyeneche no pudo ser capturado, y más tarde derrotó a los revolucionarios en la batalla de Huaqui. Esta derrota supuso la caída en desgracia de Castelli, que falleció en Buenos Aires en 1812 mientras era juzgado por su derrota.

## Descendencia
Su hijo Luis Fernández de Córdova fue teniente general en los ejércitos de María Cristina de Borbón, capitán general de Navarra, embajador en Francia, Dinamarca, Alemania y Portugal. Al mando de las tropas isabelinas, obtuvo la victoria en la batalla de Mendigorría. Por esta victoria, su madre Doña María de la Paz Rodríguez de Valcárcel y O'Conrry, viuda de José de Córdoba, recibió el marquesado de Mendigorría en 1840. Tras su fallecimiento, este sería heredado por su otro hijo, Fernando Fernández de Córdova, segundo marqués de Mendigorría. Fernando Fernández de Córdoba fue teniente general, ocupó el Ministerio de la Guerra español y fue presidente del Consejo de Ministros.